# Lupaca (cultura)
O povo Lupaca, Lupaka ou Lupaqa era uma das divisões dos Aimarás ancestrais. Os Lupaca viveram por muitos séculos perto do Lago Titicaca, no Peru, e suas terras possivelmente se estenderam para a Bolívia. Os Lupaca e outros povos aimarás formaram reinos poderosos após o colapso do Império de Tiauanaco no século XI. Em meados do século XV, foram conquistados pelo Império Inca e, na década de 1530, ficaram sob o controle do Império Espanhol.
A residência dos reis pré-incas de Lupaca foi provavelmente o que é hoje o sítio arqueológico de Cutimbo. A capital da província inca era Chucuito, atualmente em  uma vila com o mesmo nome onde está localizado o sítio arqueológico de Inca Uyu.

## História
Os Lupaca ocupavam sete centros urbanos, todos eles hoje cidades e vilarejos na região de Puno: Chucuito, Acora, Ilave, Juli, Pomata, Yunguyo e Zepita.  Os Lupaca foram incorporados ao crescente Império Inca pelo imperador Pachacuti (que reinou entre 1438-1471). Durante o reinado de Túpac Yupanqui (1471-1493), os Incas esmagaram uma revolta dos Lupaca e seus vizinhos do norte, os Collas. 
No século XVI, os incas realizaram um censo da província de Chucuito e o registraram em um quipu que foi interpretado pelos espanhóis. O número total de famílias em Chucuito era 20.080, dos quais 15.778 eram aimarás, 4.129 eram Uros e 173 eram mitmas. Isso implica uma população de cerca de 100.000 pessoas no total. 
Os Lupaca tiveram pouco contato com os espanhóis até 1538, quando os Lupaca e os Colla entraram em guerra. Os Colla pediram ajuda dos espanhóis em Cuzco e Hernando Pizarro liderou um exército para o sul e derrotou os Lupaca no sul do lago Titicaca, onde o rio Desaguadero flui do lago. Inicialmente a batalha estava complicada para os espanhóis e Pizarro quase se afogou tentando atravessar o rio, mas foi resgatado por Paullu Inca, o imperador Inca instalado pelos espanhóis. 
Apesar da derrota, os Lupaca continuaram ricos e poderosos. Um espanhol, Garci Diez de San Miguel, visitou e escreveu sobre os Lupaca em 1567. Na época, havia 16 padres dominicanos e alguns comerciantes e oficiais espanhóis no reino dos Lupaca, mas o povo Lupaca ainda não havia sido submetido as encomiendas pelas quais os espanhóis recebiam grandes propriedades e controle sobre os povos indígenas. 
Como os incas e muitos outros povos andinos, os Lupaca eram divididos em duas partes, cada uma com seu líder. O "Alassa" ou porção superior era liderado por Qari e o grupo inferior, o "Massaa" era liderado por Kusi. Cada um deles controlava diretamente muitas pessoas e grande parte da terra do reino, mas outros Lupaca ricos também incitavam a inveja do cronista espanhol. Os Lupaca pareciam "extraordinariamente ricos".  

## Destino dos Lupaca
O reino de Lupaca desapareceu dos registros espanhóis por volta do final do século XVI e seu povo ficou diluído na generalizada população Aimará. Os espanhóis haviam assumido cada vez mais o controle sobre os Lupaca e outros reinos das montanhas, corroendo a autoridade e a influência de seus líderes tradicionais, forçando os Aimarás a trabalhar nas minas de prata de Potosí, a se restabelecer em "reduções" e a se apropriar de grande parte da antiga terra dos Lupaca, especialmente as áreas agrícolas próximas ao Titicaca. Além desses fatores, surgiram epidemias recorrentes de doenças europeias, que cobraram uma grande brecha demográfica entre os povos indígenas andinos. 